# Radio Songs
El Hot 100 Airplay es una lista publicada semanalmente por la revista Billboard en los Estados Unidos. Mide a las canciones de acuerdo a su emisión y popularidad por radio, es uno de los tres componentes básicos, junto con las listas Hot 100 Singles Sales y Hot Digital Songs, que se utilizan para determinar las posiciones de las canciones y sencillos en el Billboard Hot 100.

## Base de datos
El Hot 100 Airplay semanalmente enlista a las 100 canciones con el mayor puntaje de radio obtenido (frecuentemente se refiere a la impresión de la audiencia, la cual es calculada por el número de veces que la canción es tocada en la radio y el número de personas que sintonizan tal estación radiofónica). Una canción puede acumular un puntaje de radio todo el tiempo es determinado por ser emitida (tocada) en específicas estaciones de radio que Billboard monitorea. Las estaciones de radio son elegidas a través de una junta realizada por el Top 40 Mainstream (toca una amplia variedad de música que generalmente son las canciones más populares del momento) más específicamente la radio urbana. 
Por Billboard (octubre de 2005):
"988 estaciones, comprimidas en el top 40, formatos adult contemporary, R&B/hip-hop, country, rock, gospel, Latinos y Cristianos, son electrónicamente monitoreados las 24 horas del día los 7 días de la semana. La base de datos es usada para compilar el Billboard Hot 100."

### Más impresiones
"We Belong Together" de Mariah Carey llegó a las 223 millones de impresiones (audiencia que sintonizó las estaciones de radio donde se tocó la canción) en la semana del 15 de junio de 2005.
Debut más alto
Madonna marcó un récord en 1992, cuando el primer sencillo y pista del título de su quinto álbum de estudio Erotica debutó en el # 2 en la lista Hot 100 Airplay.

### Más semanas en el número uno
27 semanas
- Shaboozey – "A Bar Song (Tipsy)" (2024 – 2025)[1]

26 semanas
- The Weeknd – "Blinding Lights" (2020)

18 semanas
- Goo Goo Dolls – "Iris" (1998)
- Miley Cyrus – "Flowers" (2023)

16 semanas
- No Doubt – "Don't Speak" (1996–1997)
- Mariah Carey – "We Belong Together" (2005)
- Maroon 5 featuring Cardi B – "Girls Like You" (2018)

15 semanas
- Adele "Easy on Me" (2021-2022)

14 semanas
- Céline Dion – "Because You Loved Me" (1996)
- Alicia Keys – "No One" (2007–2008)
- Panic! At the Disco – "High Hopes" (2018-2019)

13 semanas
- Boyz II Men – "End of the Road" (1992)
- Ace of Base – "The Sign" (1994)
- Mariah Carey & Boyz II Men – "One Sweet Day" (1995)
- Donna Lewis – "I Love You Always Forever" (1996)
- TLC – "No Scrubs" (1999)

12 semanas
- Boyz II Men – "I'll Make Love To You" (1994)
- Nelly featuring Kelly Rowland – "Dilemma" (2002)
- Usher featuring Lil Jon & Ludacris – "Yeah!" (2004)
- Rihanna featuring Calvin Harris – "We Found Love" (2011-2012)
- Mark Ronson featuring Bruno Mars – "Uptown Funk" (2015)
- Ed Sheeran – "Shape of You" (2017)
- Harry Styles – "As It Was" (2022)
- Taylor Swift – "Cruel Summer (2023 - 2024)

11 semanas
- Whitney Houston – "I Will Always Love You" (1992–1993)
- Mariah Carey – "Dreamlover" (1993)
- Boyz II Men – "On Bended Knee" (1994–1995)
- Natalie Imbruglia – "Torn" (1998)
- Eminem – "Lose Yourself" (2002–2003)
- Mario – "Let Me Love You" (2005)
- Beyoncé – "Irreplaceable" (2006–2007)
- Robin Thicke featuring T.I. & Pharrell – "Blurred Lines" (2013)
- Adele – "Hello" (2015-2016)
- Justin Bieber – "Love Yourself" (2016)
- The Chainsmokers featuring Halsey – "Closer" (2016)
- Khalid – "Talk" (2019)
- Post Malone – "Circles" (2019-2020)
- 24kGoldn featuring Iann Dior – "Mood" (2020-2021)

10 semanas
- Mariah Carey – "Someday" (1991)
- Janet Jackson – "That's the Way Love Goes" (1993)
- Mariah Carey – "Hero" (1993–1994)
- Seal – "Kiss From A Rose" (1995)
- Céline Dion – "My Heart Will Go On" (1998)
- Usher – "U Got It Bad" (2001–2002)
- Ashanti – "Foolish" (2002)
- Lil' Wayne featuring Static Major – "Lollipop" (2008)
- Silk Sonic – "Leave the Door Open" (2021)
- The Kid Laroi & Justin Bieber – "Stay" (2021)
- Rema & Selena Gomez – "Calm Down" (2023)
- Jack Harlow – "Lovin on Me" (2024)

### Las mayores impresiones en una semana
Blurred Lines de Robin Thicke feat Pharrell and TI anotó 228.9 millones de reproducciones la semana del 31 de agosto de 2013

### La mayoría de las impresiones en un día
Mariah Carey con We belong together 32,8 millones. 
Mariah Carey tiene el récord de más semanas en el número uno en total, con 93 semanas lo alto de la tabla.

### Números uno consecutivos
Rihanna - 5 - "Rude Boy", "Love the Way You Lie", "Only Girl (In The World)", "What's My Name?", "S & M"

Katy Perry - 5 - "California Gurls", "Teenage Dream", "Firework", "E.T.", "Last Friday Night (T.G.I.F.)"

### Álbumes con más números uno
- «Teenage Dream» de Katy Perry (5 canciones)
- «Bad» de Michael Jackson (5 canciones)

### Sencillos que reemplazaron a otros números uno
- Boyz II Men – "On Bended Knee" reemplazó "I'll Make Love to You" (diciembre de 1994)

- Mariah Carey – "One Sweet Day" reemplazó "Fantasy" (diciembre de 1995)

- Nelly – "Dilemma" reemplazó "Hot in Herre" (agosto de 2002)

- Usher – "Confessions Part II" reemplazó a "Burn" (julio de 2004)

- Mariah Carey – "Shake It Off" reemplazó "We Belong Together" (septiembre de 2005)

- T.I. – "Live Your Life" reemplazó "Whatever You Like" (noviembre de 2008)

- Rihanna – "What's My Name?" reemplazó a "Only Girl (In The World)" (enero de 2011)

- The Weeknd – "The Hills" reemplazó "Can't Feel My Face" (octubre de 2015)

- Justin Bieber – "Love Yourself" reemplazó "Sorry" (febrero de 2016)

- Cardi B – "Girls Like You" reemplazó "I Like It" (agosto de 2018)